# 서부 메릴랜드

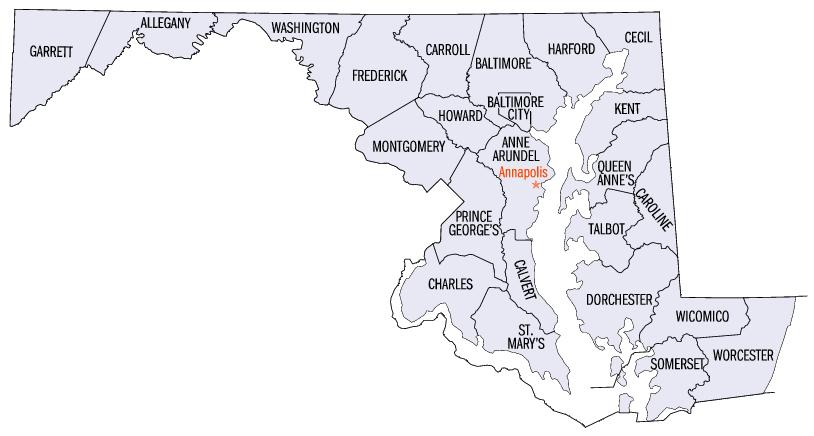
서부 메릴랜드

서부 메릴랜드(Western Maryland), 혹은 메릴랜드 팬핸들(Maryland panhandle)은 미국 메릴랜드주 서부 앨러게이니군, 개릿군, 워싱턴군을 일컫는 지역이다. 북쪽으로 메이슨 딕슨 선을 통해 펜실베이니아주, 남쪽과 서쪽으로 웨스트버지니아주와 접한다.
서부 메릴랜드는 주의 인구 대부분이 사는 워싱턴-볼티모어 도시권보다 인구가 적고 주로 산간 지역인 곳이다. 서부 메릴랜드 지역 인구는 252,614명이다. 서부 메릴랜드는 애팔래치아산맥 중부 지역에 있다. 서부 메릴랜드 최대 도시는 워싱턴군에 있는 헤이거스타운이다.